# 8428 Okiko
8428 Okiko (1997 VJ8) là một tiểu hành tinh vành đai chính được phát hiện ngày 3 tháng 11 năm 1997 bởi T. Seki ở Geisei.